# Un homme presque parfait (film)
Pour les articles homonymes, voir Nobody's Fool.
Cet article concerne le film. Pour le roman dont le film est l'adaptation, voir Un homme presque parfait.
Pour plus de détails, voir Fiche technique et Distribution.
Un homme presque parfait (Nobody's Fool) est un film américain réalisé par Robert Benton, sorti en 1994, adaptation du roman éponyme de Richard Russo.

## Synopsis
Sully est le vilain petit canard de North Bath, la bourgade paisible de l'État de New York où il vit. Alerte sexagénaire, il s'est installé depuis son divorce chez son ancienne institutrice, mademoiselle Beryl. Il exécute des petits boulots pour le compte de Carl Roebuck, avec lequel il se dispute fréquemment, et ignore à peu près complètement son fils, Peter, lui-même père d'un petit Will. Le hasard se charge de réunir le grand-père indigne et ce dernier rejeton de la lignée, un enfant rêveur et timide. Plus touché qu'il ne veut le laisser paraître, Sully tente d'aider le gamin à surmonter ses inhibitions et se prend au passage d'une solide affection pour lui. Effaré, il se demande s'il va devoir renoncer à la légèreté qui, depuis si longtemps, gouverne sa vie…

## Fiche technique
- Titre français : Un homme presque parfait
- Titre original : Nobody's Fool
- Réalisation : Robert Benton
- Scénario : Robert Benton, d'après le roman éponyme de Richard Russo
- Musique : Howard Shore
- Photographie : John Bailey
- Montage : John Bloom
- Production : Arlene Donovan, Michael Hausman & Scott Rudin
- Sociétés de production : Capella International, Cinehaus & Paramount Pictures
- Société de distribution : Paramount Pictures
- Pays de production :  États-Unis
- Langue : Anglais
- Format : Couleur - Dolby SR - 35 mm - 1.85:1
- Genre : Drame
- Durée : 110 min
- Dates de sortie : 
  - États-Unis : 23 décembre 1994 (limitée) ; 13 janvier 1995 (nationale)
  - France : 27 septembre 1995

## Distribution
- Paul Newman (VF : Jean-Claude Sachot) : Sully Sullivan
- Jessica Tandy (VF : Martine Sarcey) : Beryl Peoples
- Bruce Willis (VF : Jacques Bouanich) : Carl Roebuck
- Melanie Griffith (VF : Béatrice Agenin) : Toby Roebuck
- Dylan Walsh (VF : Bernard Gabay) : Peter Sullivan
- Pruitt Taylor Vince (VF : Bernard-Pierre Donnadieu) : Rub Squeers
- Gene Saks (VF : Maurice Chevit) : Wirf Wirfley
- Josef Sommer (VF : Jean Lescot) : Clive Peoples Jr.
- Philip Seymour Hoffman (VF : Thierry Buisson) : l'officier Raymer
- Philip Bosco (VF : Jean-Claude Balard) : le juge Flatt
- Catherine Dent (VF : Dominique Westberg) : Charlotte
- Alexander Goodwin : Will Sullivan
- Carl J. Matusovich : Rocky Sullivan
- Jay Patterson (VF : Yves-Marc Gilbert) : Jocko
- Jerry Mayer (VF : Michel Bardinet) : Ollie Quinn
- Alice Drummond : Hattie
- Angelica Page (VF : Michèle Buzynski) : Ruby
- Richard Mawe : Ralph
- Page Johnson (VF : René Bériard) : C. W. Lomax

## Autour du film
- Il s'agit du dernier film de l'actrice oscarisée Jessica Tandy. Atteinte d'un cancer, elle décédera quelques mois avant la sortie du film.

## Distinctions

### Nominations
- Oscar :
  - Meilleur acteur pour Paul Newman
  - Meilleur scénario pour Robert Benton
- Golden Globe Award :
  - Meilleur acteur pour Paul Newman
- Screen Actors Guild Awards :
  - Meilleur acteur pour Paul Newman
- Berlin International Film Festival :
  - Meilleur réalisateur pour Robert Benton

### Récompense
- 45e Festival de Berlin :
  - Meilleur acteur pour Paul Newman